# Otto von Heydebreck
Otto Ernst Heinrich von Heydebreck (* 19. März 1887 in Köslin; † 3. Dezember 1958 in Bad Honnef) war ein deutscher Journalist.

## Leben und Wirken
Heydebreck war der Sohn einer alten preußischen Adelsfamilie. Sein jüngerer Bruder war der als Freikorps- und SA-Führer bekannt gewordene Hans Peter von Heydebreck.
In seiner Jugend schlug Heydebreck zunächst die Offizierslaufbahn ein. Nach der Teilnahme am Ersten Weltkrieg schied er im Rang eines Hauptmannes aus der Armee aus.
Um 1920 ließ Heydebreck sich als hauptberuflicher Journalist in München nieder. Politisch war er zu dieser Zeit ein gemäßigter Konservativer, der, so Claus Heinrich Bill, „zwar monarchisch gesinnt, aber durchaus bereit war, verantwortungsvoll an der Gestaltung der Republik mitzuarbeiten“. Von 1929 bis 1933 war er Chef des Berliner Büros der Münchener Neuesten Nachrichten. Im Rahmen dieser Tätigkeit unterstützte er die Politik der Regierung seines Freundes Heinrich Brüning, was ihn in Konflikt mit Paul Reusch brachte, der als Vorstandsvorsitzender der Gute Hoffnung Hütte – die zu den Eigentümern der Zeitung gehörte – die MNN auf einen nationalen Kurs bringen und gegen die Brüning-Regierung ausrichten wollte. Wenige  Wochen nach der nationalsozialistischen „Machtergreifung“ wurde Heydebreck am 22. Mai 1933 im Zuge der Gleichschaltung der MNN durch den nationalsozialistischen Kommissar in der Redaktion der Zeitung, Leo Hausleiter, entlassen.
Als Freund des ehemaligen Reichskanzlers Brüning und als Bruder eines hohen SA-Führers geriet Heydebreck im Zuge der Röhm-Affäre vom 30. Juni 1934 ins Visier der SS. Einer Verhaftung oder gar Ermordung entging er jedoch, da ihn sein Kollege Hans-Joachim Kausch verborgen hielt.
Nachdem Heydebreck in der deutschen Presse keine Beschäftigung mehr finden konnte, arbeitete er einige Jahre als Berliner Korrespondent für die Wiener Neue Freie Presse. Diese Stellung verlor er, als er nach dem Anschluss Österreichs im März 1938 entlassen wurde. Stattdessen arbeitete er als Korrespondent für das Prager Tagblatt. Auch diese Stellung verlor er mit der Zerschlagung der Rest-Tschechei im März 1939. Danach war er Korrespondent der Basler Nachrichten.
Nach dem Zweiten Weltkrieg floh Heydebreck nach Westdeutschland. In den 1950er Jahren leitete er zeitweise das Berliner Büro der Zeitung Die Welt. Außerdem erhielt er eine Stellung beim Bundespresseamt in Bonn. Otto von Heydebreck wohnte zuletzt in Bad Honnef und wurde dort auf dem Alten Friedhof beigesetzt.

## Familie
Heydebreck war seit dem 28. Juli 1914 mit Agnes Schwenke (* 9. Oktober 1892 in Tilsit; † 18. Februar 1941 in Kaiserswerth bei Düsseldorf) verheiratet. Aus der Ehe ging der Sohn Berndt Tessen (1920–1942), der seit Januar 1942 in Tushanini in Russland als Sanitätsoffizier bei der 9. Kompanie des Infanterie-Regiments Nr. 19 vermisst ist, sowie die Tochter Beatrix (1926–1943) hervor.
In zweiter Ehe war Heydebreck seit 1948 mit einer Frau Flemming verheiratet, von der er später wieder geschieden wurde. 1955 heiratete er Agnes Dodemont (1902–1988), die Tochter des Fabrikbesitzers Hubert Dodemont und seiner Frau Sibilla Huppertz.